# 红色清真寺 (德里)

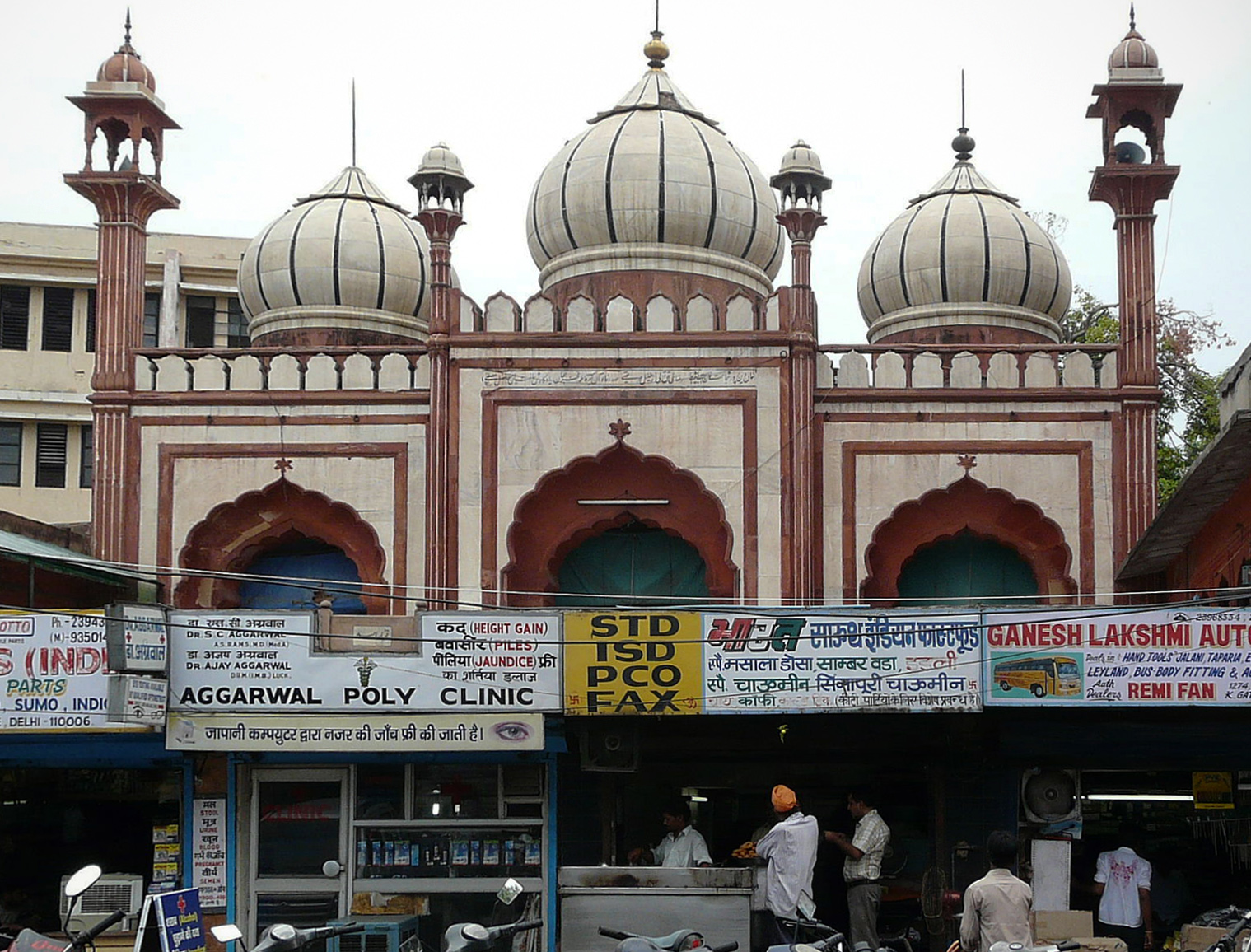
红色清真寺

红色清真寺（Lal Masjid）是印度德里的一座清真寺，位于克什米尔门的巴拉集市。它由Kaniz-i-Fatima兴建于1728年－1729年，以纪念她的丈夫Shujaat汗，是奥朗则布宫廷的一位贵族。这座清真寺位于詹姆斯·斯金纳上校的产业内，有时被错误地归给他。